# Seznam švicarskih matematikov
Seznam švicarskih matematikov.

## B
- Johann Jakob Balmer (1825–1898)
- Jan Beran (1959–) (Čeh)
- Paul Isaac Bernays (1880-1977)
- Daniel Bernoulli (1700-1782)
- Jakob Bernoulli I. (1654 -1705)
- Johann Bernoulli I. (1667-1748)
- Armand Borel (1923-2003)
- Joost Bürgi (1552-1632)

## C
- Florian Cajori (1859–1930)
- Jean-Philippe Loys de Chéseaux (1718–1751)
- Gabriel Cramer (1704–1752)
- Johann Baptist Cysat (1587–1657)

## E
- Albert Einstein (1879–1955)
- Leonhard Euler (1707–1783)

## F
- Nicolas Fatio de Duillier (1664–1753)
- Wilhelm Fiedler (1832–1912) (nemško - švicarski)
- Jürg Fröhlich (1946–)
- Nicolaus Fuss (1755–1826) (švicarsko-ruski)

## G
- Marcel Jules Edouard Golay (1902–1989) (švicarsko-ameriški)
- Marcel Grossmann (1878–1936)
- Paul Guldin (1577–1643)

## H
- Jakob Hermann (1678–1733)
- Verena Huber Dyson (1923–2016) (švicarsko-ameriška)

## J
- Sarah Jollien-Fardel

## L
- Johann Heinrich Lambert (1728–1777)
- Simon L'Huilier (1750–1840)

## P
- Michel Plancherel (1885–1967)

## R
- Joseph Ludwig Raabe (1801–1859)
- Georges de Rham (1903–1990)

## S
- Johann Jakob Scheuchzer (1672–1733)
- Ludwig Schläfli (1814–1895)
- Jakob Steiner (1796–1863)
- Ernst Stueckelberg (1905–1984)

## W
- Fritz Joachim Weyl (1915–1977) (švicarsko-ameriški)
- Rudolf Johann Wolf (1816–1893)